# Antônio Moreira César
Antônio Moreira César (Pindamonhangaba, 7 luglio 1850 – Canudos, 4 marzo 1897) è stato un militare brasiliano.
Ufficiale energico e combattivo, dotato di grande determinazione nonostante fosse affetto da epilessia, si mise in evidenza per la sua azione vigorosa e brutale, caratterizzata anche da numerosi atti di atrocità verso i nemici, nel corso della repressione delle numerose insurrezioni che minacciarono la sopravvivenza della giovane Repubblica del Brasile negli anni novanta del XIX secolo.
Considerato il militare più capace e famoso dell'Esercito brasiliano, nel 1897 ricevette il comando della terza offensiva contro i ribelli di Antônio Conselheiro durante la guerra di Canudos; ma la difficile missione terminò con il disastro del corpo di spedizione e con la sua morte in combattimento.

## Biografia

### I primi anni nell'Esercito brasiliano
Antônio Moreira César era originario dello stato di San Paolo, figlio di Antônio Moreira César de Almeida (1814 - 1860) e di Francisca Correia de Toledo (1818 - 1895), sorella di Maria Bernardina Correia de Toledo, che a sua volta era sposata con il capitano Bento Moreira César de Almeida, fratello di suo padre.
Entrato volontario in giovane età nell'Esercito brasiliano, Moreira César si distinse subito per la combattività e il coraggio durante la sanguinosa guerra del Paraguay; egli venne ripetutamente ferito e ricevette encomi e riconoscimenti per il suo comportamento in azione. Divenuto ufficiale, trascorse i primi anni di servizio a Rio de Janeiro dove si dimostrò fortemente favorevole alla Repubblica e violentemente ostile all'Impero; nei primi anni di servizio rischiò, a causa delle sue sbandierate idee rivoluzionarie, di essere allontanato dall'esercito ed essere incriminato per sedizione.
Il carattere focoso e irascibile del capitano Moreira César si era manifestato fin dagli inizi della sua carriera militare, ma esplose clamorosamente soprattutto nel 1884 quando in Rua do Ouvidor, a Rio de Janeiro, fu protagonista di un drammatico fatto di sangue, uccidendo a colpi di pistola in pieno giorno un giornalista brasiliano colpevole, secondo la casta degli ufficiali, di aver pesantemente criticato l'esercito brasiliano. Moreira César accettò la piena responsabilità dell'azione cruenta e durante il processo proclamò enfaticamente di essere pronto a colpire di nuovo chiunque avesse osato infangare le forze armate della nazione. Il giovane ufficiale evitò gravi conseguenze per il suo comportamento violento ma venne tuttavia trasferito nell'impervia e insalubre regione del Mato Grosso dove rimase in servizio per alcuni anni fino alla caduta dell'Impero brasiliano e alla proclamazione della Repubblica nel 1889.

### Al servizio della Repubblica
Moreira César, ritornato finalmente dal Mato Grosso, assunse un ruolo di crescente importanza nella nuova Repubblica del Brasile; sostenitore di idee radicali e autoritarie che assegnavano un ruolo decisivo all'esercito all'interno di una nuova repubblica dittatoriale in cui il ruolo del parlamento avrebbe dovuto essere fortemente limitato, l'ufficiale divenne ben presto il principale luogotenente del presidente Floriano Vieira Peixoto e diresse la repressione di una serie di sollevazioni e rivolte che rischiarono di minare la solidità del nuovo regime all'inizio degli anni 90 del XIX secolo.
Alla fine 1891, Moreira César, promosso tenente colonnello, prese parte all'azione militare per rovesciare il governatore dello Stato di Bahia, José Gonçalves da Silva, che aveva supportato Deodoro da Fonseca al momento del colpo di forza del primo presidente del Brasile. L'ufficiale il 14 novembre 1891 prese il comando del 9º battaglione di fanteria stanziato a Salvador, dopo il suo trasferimento dal Sergipe, dove aveva diretto per qualche mese il 33º battaglione di fanteria a Aracaju. A seguito della sua partecipazione ai disordini provocati dalla sedizione nello stato di Bahia, Moreira César ricevette l'incarico di capo della polizia dello Stato, funzione che egli mantenne fino al 22 dicembre 1891.
Nell'aprile 1892 Moreira César passò al comando del 7º battaglione di fanteria con il quale nel dicembre dello stesso anno entrò in azione trasferendosi a Niterói, dove era in corso una sollevazione del corpo di polizia locale che aveva portato alla proclamazione illegale di Francisco Portela come governatore. L'intervento dei soldati di Moreira César fu rapidamente risolutivo; gli ammutinati si arresero quasi subito e il governatore legittimo, José Tomás de Porciúncula, riprese le sue funzioni, sciolse il corpo di polizia e poté stabilizzare la situazione.

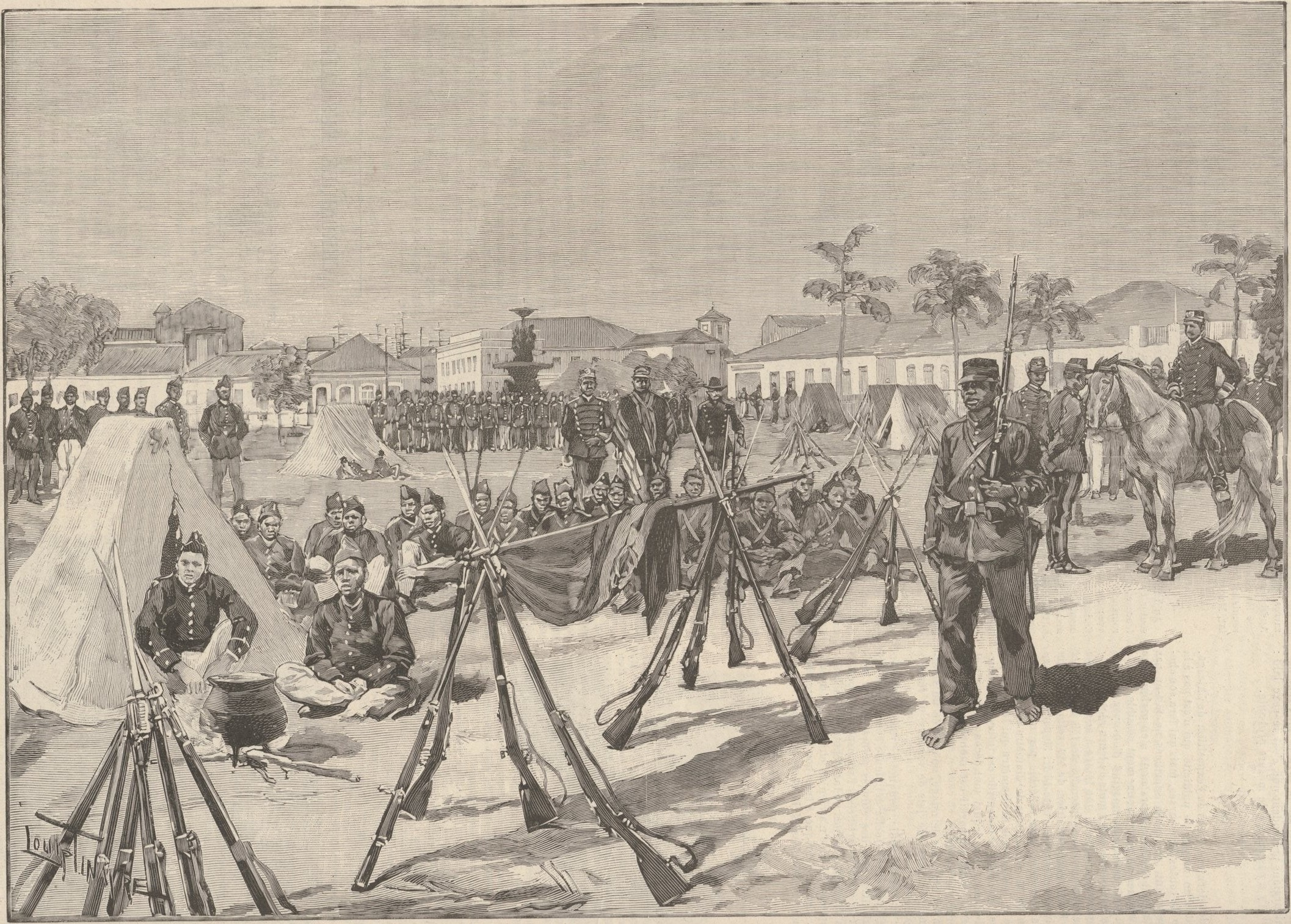
Truppe dell'Esercito brasiliano durante la repressione della Rivolta federalista nello stato di Rio Grande do Sul.

La Repubblica del Brasile rimaneva esposta alle minacce di sedizioni e cospirazioni; nel 1893 scoppiò la cosiddetta rivolta della Marina, la ribellione di alcune unità della flotta brasiliana contro il governo del presidente maresciallo Floriano Vieira Peixoto. La rivolta ebbe inizio a Rio de Janeiro nel settembre 1893 e si estese nel sud fino al marzo 1894. Moreira César ebbe un ruolo decisivo accanto al presidente Peixoto; al comando del 7º battaglione di fanteria organizzò l'attacco alla scuola navale dell'isola di Villegaignon e la sorveglianza del porto di Rio de Janeiro. Egli soprattutto diresse la riconquista dell'isola del Governatore dove gli insorti disponevano di importanti depositi logistici; l'isola venne occupata nel febbraio 1894 e Moreira César ricevette la piena approvazione del presidente Peixota che evidenziò l'energia e la capacità dimostrata dall'ufficiale.
La ribellione più grave che dovette fronteggiare la giovane Repubblica nei primi anni della sua storia fu tuttavia la Rivolta federalista che esplose nello stato del Rio Grande do Sul. Il maresciallo Peixoto si affidò anche questa volta a Moreira César che, ora con il grado di colonnello, marciò con elementi del 7º e del 23º battaglione di fanteria verso Santa Catarina nell'aprile 1894. Le truppe presero rapidamente il controllo di Santa Catarina e Moreira Cèesar procedette a stroncare brutalmente ogni resistenza; secondo il principio del "regolamento di conti", egli scatenò una violenta rappresaglia contro la ribellione federalista, considerata all'origine di una vera guerra civile. Si procedette a imprigionamenti massicci ed esecuzioni sommarie di militari e civili. Le azioni di Moreira César peraltro corrispondevano verosimilmente a direttive provenienti dalle massime autorità; le stesse rappresaglie infatti vennero attuate anche nello stato di Paraná.
Se la politica del "regolamento di conti" fu anche una sanguinosa risposta alle numerose atrocità commesse dai federalisti ribelli, essa tuttavia si manifestò in modo sproporzionato e provocò la morte di centinaia di persone, molto spesso senza procedimenti legali formali. Moreiera César, con la sua intransigenza e il suo oltranzismo, si dimostrò particolarmente attivo e brutale in questa opera di repressione violenta. Nella fortezza di Anhato Mirim, i soldati di Moreira César catturarono numerosi ribelli che il colonnello decise di eliminare a scopo intimidatorio nonostante si fossero arresi; 85 persone furono barbaramente sgozzate; Moreira César ricevette il soprannome di "tagliagole". L'ufficiale apparve ai suoi avversari politici delle correnti autonomiste brasiliane, come un "fanatico pericoloso"; egli del resto si dimostrò autoritario e offensivo anche nei confronti dei membri del Congresso federale che avevano cercato di ricevere informazioni sulla sua azione repressiva e sulle numerose fucilazioni sommarie. Moreira Cèsar, che a Santa Catarina aveva giustiziato anche alti ufficiali e nobili ribelli, rifiutò bruscamente di dare spiegazioni del suo comportamento intransigente.
Dopo questi ripetuti successi, Moreira Cèsar apparve come il nuovo "eroe" dei repubblicani oltranzisti e divenne il militare più famoso del Brasile; egli ricevette il comando del 7º reggimento di fanteria, uno dei reparti più prestigiosi ed efficienti dell'Esercito brasiliano. La morte del presidente Peixoto nel 1894, di cui Moreira César era divenuto il principale luogotenente, peraltro sembrò influire negativamente sulla carriera dell'ufficiale e sulla potenza politica della fazione repubblicana oltranzista favorevole ad una Repubblica dittatoriale imperniata sui militari. Il nuovo presidente civile Prudente de Morais sembrò deciso a ridimensionare l'influenza delle correnti estremistiche. Moreira César inoltre manifestò per la prima volta in pubblico la malattia da cui era affetto: l'epilessia. Nel corso della cerimonia funebre per la morte del presidente Peixoto egli fu colpito da una crisi epilettica mentre pronunciava il discorso di elogio del defunto.

### Guerra di Canudos
(Telegramma inviato il 3 gennaio 1897 a Moreira Cèsar dal deputato al Congresso federale brasiliano Don Eliseo de Roque, vice-presidente del Partito Repubblicano Progressista)
Lo scoppio della guerra di Canudos nel 1896 contro i ribelli seguaci del mistico Antônio Conselheiro, sembrò offrire l'opportunità alla fazione repubblicana radicale per riguadagnare il potere e l'influenza goduta sotto la presidenza Peixoto in contrasto con le correnti autonomiste dei latifondisti dello stato di Bahia. Dopo le inattese e umilianti disfatte subite dalle due prime spedizioni militari inviate contro i ribelli di Canudos, i rappresentanti della fazione repubblicana poterono esprimere enfaticamente le loro proteste contro l'inettitudine dello stato di Bahia, contro il "tradimento" degli autonomisti e contro una inesistente cospirazione anti-repubblicana dei ricchi possidenti conservatori, supportati dal denaro e dalle armi dell'Impero britannico. In questa situazione i repubblicani del Congresso federale poterono ottenere l'autorizzazione a inviare contro i ribelli di Canudos il 7º reggimento di fanteria e il suo famoso comandante Moreira Cèsar, che ritornò ad essere l'eroe della Repubblica e il campione della causa centralista-radiacale modernizzatrice in violento contrasto con i conservatori autonomisti.

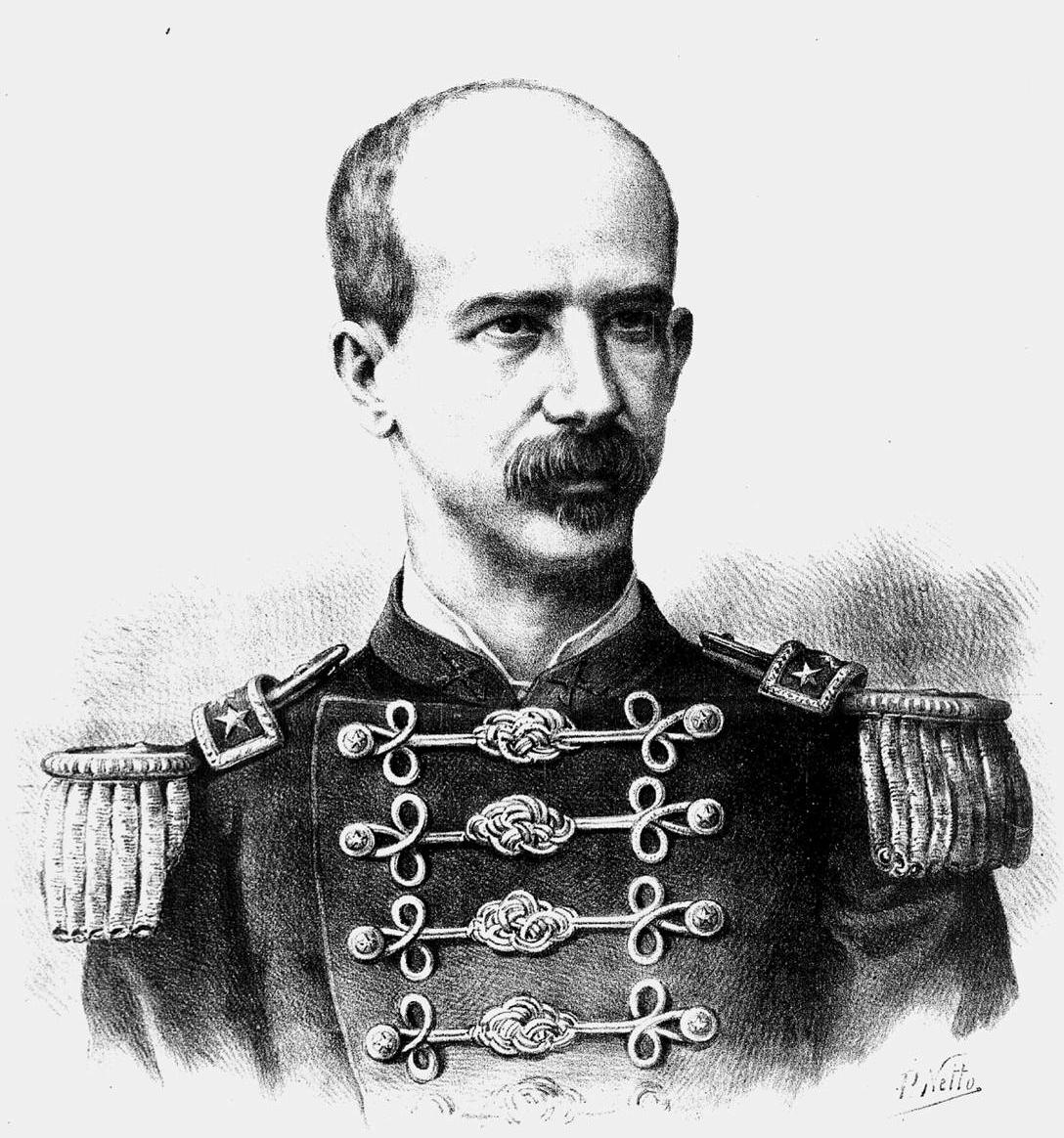
Immagine di Moreira César pubblicata sulla Revista Illustrada, nº 729 del 1897

Moreira César partì da Rio de Janeiro per lo stato di Bahia il 3 febbraio 1897 in un'atmosfera di entusiasmo e di piena fiducia nelle sue capacità; egli giunse a Salvador il 6 febbraio 1897 e subito si recò a Queimadas dove giunse il mattino dell'8 febbraio e assunse il comando del suo corpo di spedizione. Il colonnello mostrò grande energia e determinazione; apparve assolutamente sicuro di conseguire con facilità una rapida e totale vittoria contro i ribelli che egli riteneva fossero solo uno strumento di oscure manovre della reazione anti-repubblicana. Moreira César temeva soprattutto che i rivoltosi evitassero il combattimento e potessero sfuggirgli con una fuga immediata; egli quindi era deciso ad accelerare al massimo le operazioni e avanzare a marce forzate su Canudos per debellare in un sol colpo la sollevazione. Il corpo di spedizione concentrato a Queimadas appariva bene addestrato, disciplinato e adeguatamente equipaggiato; esso si componeva dei tre battaglioni del 7º reggimento di fanteria e di reparti di cavalleria e artiglieria, per un totale di circa 1.300 soldati, sei cannoni Krupp, cinque medici militari, due ingegneri, ambulanze e trasporti di munizioni e vettovaglie.
La spedizione contro Canudos sembrò inizialmente svilupparsi in modo favorevole; Moreira César guidò rigidamente l'avanzata delle sue truppe e prese brutali misure repressive contro la popolazione e presunti collaboratori dei ribelli. Egli per affrettare i tempi dell'avanzata non esitò a rinunciare a parte dei vettovagliamenti e a macellare o abbandonare il bestiame a disposizione del corpo di spedizione. Le truppe raggiunsero Monte Santo, nonostante fossero state costantemente infastidite da azioni di guerriglia di gruppi di ribelli guidati dall'ex-Cangaço Pajeú; nella cittadina il colonnello ordinò vasti rastrellamenti e rappresaglie con l'esecuzione sommaria di sospetti rivoltosi. In realtà, nonostante gli apparenti successi, la situazione del corpo di spedizione non era facile; le truppe avanzavano in un terreno quasi desertico privi di una adeguata organizzazione logistica e si stavano rapidamente indebolendo; inoltre anche Moreira César non era in buone condizioni di salute. Nell'accampamento di Monte Santo, egli fu colpito da un violento attacco epilettico e dovette essere temporaneamente alloggiato alla fazenda Lajinha, tra Monte Santo e Vila do Cumbe, dove accusò un nuovo malore. Il colonnello tuttavia non aveva alcuna intenzione di rinunciare al comando; al contrario, si ristabilì prontamente e riprese la guida delle truppe che raggiunsero Vila do Cumbe dove egli in un primo momento sembrò deciso a giustiziare anche il parroco locale, padre Vicente Sabino dos Santos, ritenuto sospetto di colleganza con Conselheiro. L'ecclesiastico evitò infine l'esecuzione e venne rilasciato.

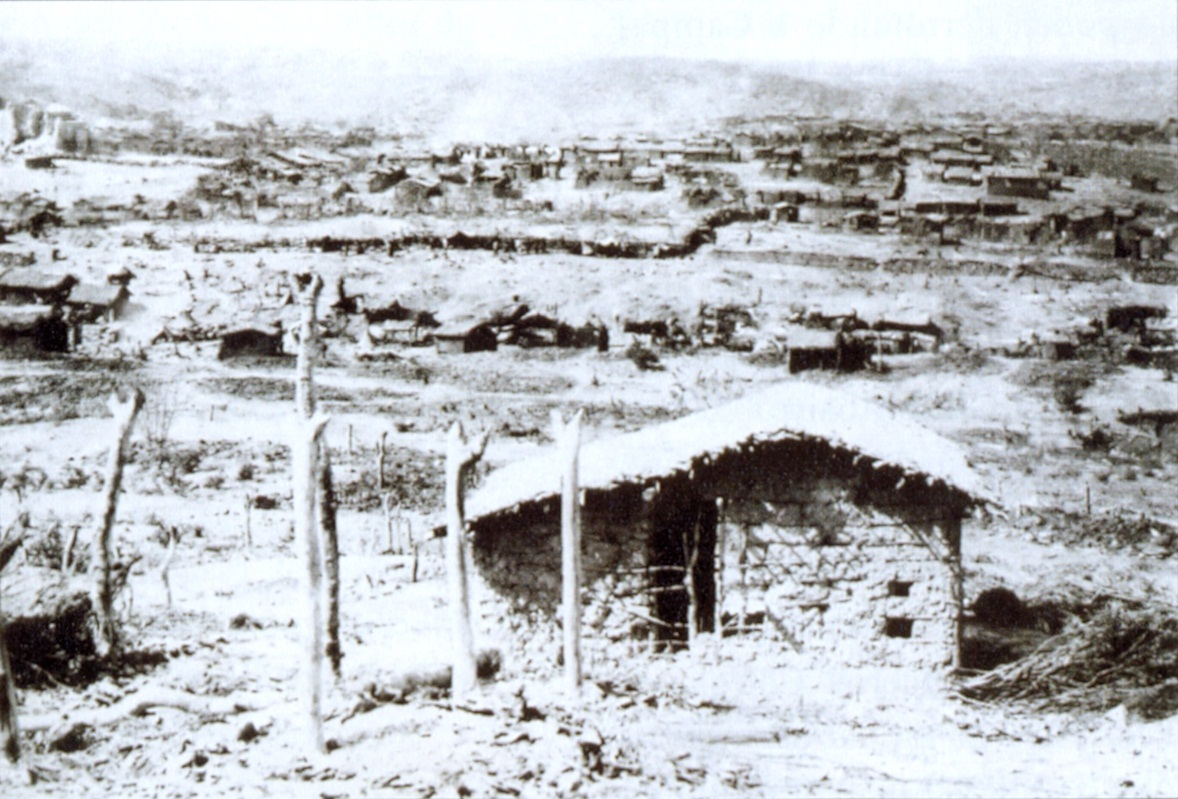
Il villaggio di Canudos, centro della ribellione dei seguaci di Antônio Conselheiro.

Il 2 marzo 1897 le colonne di truppe avanzarono fino Rancho do Vigário, a diciannove chilometri da Canudos. Moreira César in un primo tempo decise di avvicinarsi con i suoi soldati fino al villaggio dei ribelli e quindi rimanere per un giorno lungo le rive del fiume Vaza-Barris; nel frattempo la sua artiglieria avrebbe bombardato duramente le postazioni dei rivoltosi per indebolirne la resistenza; infine Canudos sarebbe stata conquistata d'assalto dalla sua fanteria. La mattina del 3 marzo 1897 invece Moreira César cambiò improvvisamente i suoi piani e prese la decisione di sferrare un attacco immediato preceduto dal tiro dei pezzi d'artiglieria sul villaggio che venne pesantemente bombardato; gli ordini definitivi per l'assalto immediato furono diramati nel primo pomeriggio.
Nonostante il fuoco preliminare dell'artiglieria, i difensori di Canudos erano ancora solidamente schierati in trincee, dietro muri a secco, nelle case del villaggio e sui tetti di chiese e abitazioni e aprirono il fuoco con grande efficacia nel momento dell'avanzata e dell'assalto della fanteria brasiliana. In un primo momento le truppe di Moreira César sembrarono avere successo e riuscirono ad entrare nel villaggio e a conquistare, dopo aspri combattimenti ravvicinati, alcune case, ma, privi di sostegno e rifornimenti, i soldati giunti a Canudos dovettero in seguito abbandonare le posizioni provvisoriamente raggiunte e ripiegare. Moreira César osservava il combattimento dal suo posto di comando ma l'arrivo delle cattive notizie, lo spinse a prendere decisioni precipitose e imprudenti; spazientito, scosso psicologicamente e sconcertato dall'inattesa resistenza dei ribelli, egli prima fece intervenire prematuramente la sua ultima riserva di cavalleria, quindi decise, dopo cinque ore di combattimento, di prendere personalmente il comando e recarsi a cavallo in prima linea.
Moreira César, mentre si avvicinava alla zona dei combattimenti dove intendeva incoraggiare i suoi soldati, venne quasi subito colpito prima da un proiettile nell'addome e subito dopo da un altro nella schiena; i medici dovettero constatare che le ferite erano mortali; il comando venne quindi trasferito al colonnello Pedro Tamarindo. Il nuovo comandante non era in grado di controllare la situazione e dopo altri due ore di scontri, egli prese la decisione di ordinare la ritirata, conformandosi alla direttiva concordata da tutti gli ufficiali durante una riunione la notte precedente la battaglia. Moreira César era ancora cosciente e ingiunse ripetutamente ai suoi ufficiali di non rinunciare e sferrare un nuovo assalto; egli fece appello al loro senso del dovere ed evidenziò la superiorità dell'armamento dell'esercito. Le ingiunzioni disperate del comandante non ottennero alcun risultato e gli ufficiali confermarono la decisione di ripiegare. Moreira César, ormai morente, prese la sua ultima decisione: egli fece registrare per iscritto che protestava fermamente e si opponeva alla ritirata; inoltre richiedeva il suo congedo immediato dall'esercito. Dopo questo ultimo atto di disperazione, il colonnello morì nella mattinata del 4 marzo 1897, dodici ore dopo essere stato ferito.
La ritirata dei resti del corpo di spedizione da Canudos si trasformò rapidamente in una rotta disordinata; le truppe, scoraggiate, stanche, confuse, dovettero percorrere in territorio ostile, in mezzo ai continui agguati dei ribelli, circa duecento chilometri prima di raggiungere la base di operazioni di Queimadas; le perdite furono elevatissime tra soldati e ufficiali, solo pochi resti del 7º reggimento raggiunsero la salvezza.

## Valutazioni
Gli storici hanno cercato di valutare la complessa e tragica personalità di Moreira César; secondo Euclides da Cunha, egli era un temperamento bizzarro e imprevedibile e cercava di mascherare una instabilità nervosa di fondo, mostrando enfaticamente una imperturbabile fermezza. Il problema dell'epilessia da cui era affetto fin dalla giovane età inoltre indubbiamente si accentuava, per intensità e per frequenza degli attacchi, in situazioni di pressione fisica e psichica; alcuni storici hanno ritenuto che la sua malattia, che si manifestò ripetutamente durante la spedizione, abbia influito in modo decisivo, favorendo i tragici errori di valutazione da lui commessi nel corso della campagna di Canudos. Sembra evidente peraltro che Moreira César mostrò di fronte ai suoi ufficiali, anche nei periodi di benessere fisico al di fuori delle crisi epilettiche, gravi errori di apprezzamento, un'eccessiva fiducia e dei sentimenti di persecuzione. Queste caratteristiche sembrano suggerire l'esistenza in Moreira Cèsar di seri problemi di personalità, con elementi paranoidi e ossessivi, senza che tuttavia sia possibile giungere a conclusioni definitive riguardo all'esistenza di una reale psicosi post-epilettica, le cui caratteristiche cliniche non sono peraltro scientificamente definite.
Durante la campagna di Canudos, le anomalie delle personalità di Moreira Cèsar si manifestarono con fasi intermittenti di esaltazione e trionfalismo e da una serie di comportamenti stravaganti e scelte subitanee e apparentemente non ponderate. Due furono in particolare le decisioni impulsive che contribuirono all'esito infausto della spedizione: la partenza precipitosa da Monte Santo, il giorno prima della data prevista, senza tener conto del piano di campagna dettagliatamente preparato e dei consigli del suo stato maggiore; poi, tre giorni dopo, l'assalto diretto a Canudos, ordinato dal colonnello, il giorno prima della data stabilita, nonostante che le truppe fossero completamente esauste dopo le marce forzate delle tappe precedenti.